# Jana Veselá (politička)
Jana Veselá (* 12. října 1949) byla česká a československá politička Československé strany lidové a poslankyně Sněmovny národů Federálního shromáždění za normalizace.

## Biografie
K roku 1986 se profesně uvádí jako zootechnička.
Ve volbách roku 1986 zasedla za ČSL do české části Sněmovny národů (volební obvod č. 10 - Benešov, Středočeský kraj). Ve Federálním shromáždění setrvala do ledna 1990, kdy ztratila mandát v rámci procesu kooptací do Federálního shromáždění po sametové revoluci.